# In Real Time
In Real Time est un ballet-théâtre de danse contemporaine de la chorégraphe belge Anne Teresa De Keersmaeker, créé en 2000 pour la compagnie Rosas en collaboration avec le collectif théâtral Tg STAN et le groupe de jazz Aka Moon.

## Historique

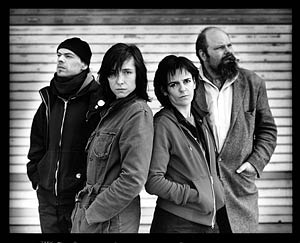
La compagnie Tg STAN avec de gauche à droite Frank Vercruyssen, Sara De Roo, Jolente De Keersmaeker, et Damiaan De Schrijver qui participent tous à la création de In Real Time

In Real Time est une chorégraphie qui s'inscrit dans la période théâtrale d'Anne Teresa De Keersmaeker qui commença en 1997 avec Jolente De Keersmaeker, sa sœur comédienne et metteuse en scène, une collaboration lors de créations successives : Just Before (1997), I Said I (1999), et In Real Time (2000) qui marque la fin de la trilogie. Pour ce dernier volet, elle travaille avec le collectif théâtral Tg Stan auquel participe sa sœur et le groupe Aka Moon emmené par le saxophoniste Fabrizio Cassol. L'écriture de la pièce s'est déroulée au fur et à mesure des répétitions, l'improvisation en musique et en danse étant partie intégrante du spectacle dans lequel danseurs, musiciens, et comédiens ne forment qu'un seul groupe et lui donnant son nom « en temps réel ». In Real Time est une longue pièce, de 178 minutes précisément décomptées à rebours par un chronomètre visible des spectateurs, dansée par quatorze danseurs, jouée par quatre acteurs, et mis en musique par quatre musiciens. De Keersmaker déclare que cette pièce laissant une grande place à l'improvisation chorégraphique et musicale est constituée de « 180 minutes pour que quelque chose advienne » entre les danseurs et les musiciens dans un contexte formel très strict mais où une grande part est laissée au hasard. Bien que mêlant toutes sortes d'arts vivants, elle ne s'apparente pas au tanztheater développé par Pina Bausch. En raison de sa durée et des différents genres abordés, elle constitue une œuvre atypique de la chorégraphe.
La pièce a été créée en mai 2000 au théâtre de La Monnaie de Bruxelles avant de partir en tournée internationale.

## Accueil critique
Lors de sa présentation en France au Théâtre de la Ville en juin 2000, la pièce a reçu des critiques favorables de la part de la presse notamment sur sa capacité à produire une œuvre particulièrement « énergique » mêlant la danse, le théâtre, et la musique notamment grâce à l'utilisation de techniques d'improvisation.

## Fiche technique
- Chorégraphie : Anne Teresa De Keersmaeker
- Textes : Gerardjan Rijnders
- Danseurs à la création : Iris Bouche, Marta Coronado, Anne Teresa De Keersmaeker, Alix Eynaudi, Fumiyo Ikeda, Martin Kilvády, Olivier Koch, Cynthia Loemij, Roberto Oliván de la Iglesia, Ursula Robb, Taka Shamoto (nl), Clinton Stringer, Rosalba Toores, Jakub Truszkowski
- Acteurs : Jolente De Keersmaeker, Sara De Roo, Damiaan De Schrijver, Frank Vercruyssen
- Musique : Fabrizio Cassol et Aka Moon
- Scénographie : Thomas Walgrave, Tg Stan, et la compagnie Rosas
- Costumes : Anke Loh
- Production : Compagnie Rosas et La Monnaie de Bruxelles avec le Théâtre de la Ville et le Tanztheater International de Hanovre
- Première : mai 2000
- Représentations : 51[3]
- Durée : 178 minutes